# Лижне двоборство на зимових Олімпійських іграх 1976
Змагання з лижного двоборства на зимових Олімпійських іграх 1976 відбулися 8-9 лютого Зеефельд-ін-Тіролі. Розіграно один комплект нагород.

## Чемпіони та призери

### Таблиця медалей
| Місце              | Країна             | Золото | Срібло | Бронза | Загалом |
| ------------------ | ------------------ | ------ | ------ | ------ | ------- |
| 1                  | НДР                | 1      | 0      | 1      | 2       |
| 2                  | Західна Німеччина  | 0      | 1      | 0      | 1       |
| Загалом (2 збірні) | Загалом (2 збірні) | 1      | 1      | 1      | 3       |

### Види програми
| Дисципліна             | Золото              | Золото | Срібло                           | Срібло | Бронза               | Бронза |
| ---------------------- | ------------------- | ------ | -------------------------------- | ------ | -------------------- | ------ |
| Індивідуальні змагання | Ульріх Велінґ · НДР | 423.39 | Урбан Геттіх · Західна Німеччина | 418.90 | Конрад Вінклер · НДР | 417.47 |

## Країни-учасниці
Fourteen nations participated in nordic combined at the Innsbruck Games.
- Австрія (1)
- Канада (1)
- Фінляндія (4)
- Франція (1)
- Західна Німеччина (2)
- НДР (4)
- Італія (2)
- Японія (2)
- Норвегія (4)
- Польща (4)
- Швейцарія (1)
- Чехословаччина (2)
- СРСР (3)
- США (3)